# Sint-Pancratiuskerk (Hamburg-Neuenfelde)
De protestants-lutherse Sint-Pancratiuskerk in Neuenfelde, een stadsdeel van Hamburg, werd tussen 1682 en 1687 gebouwd. In de kerk werden de bekende Noord-Duitse orgelbouwer Arp Schnitger en zijn vrouw bijgezet. De kerk en het interieur vormt een schoolvoorbeeld voor de landelijke kerkbarok in het noorden van Duitsland.

## Bouwgeschiedenis

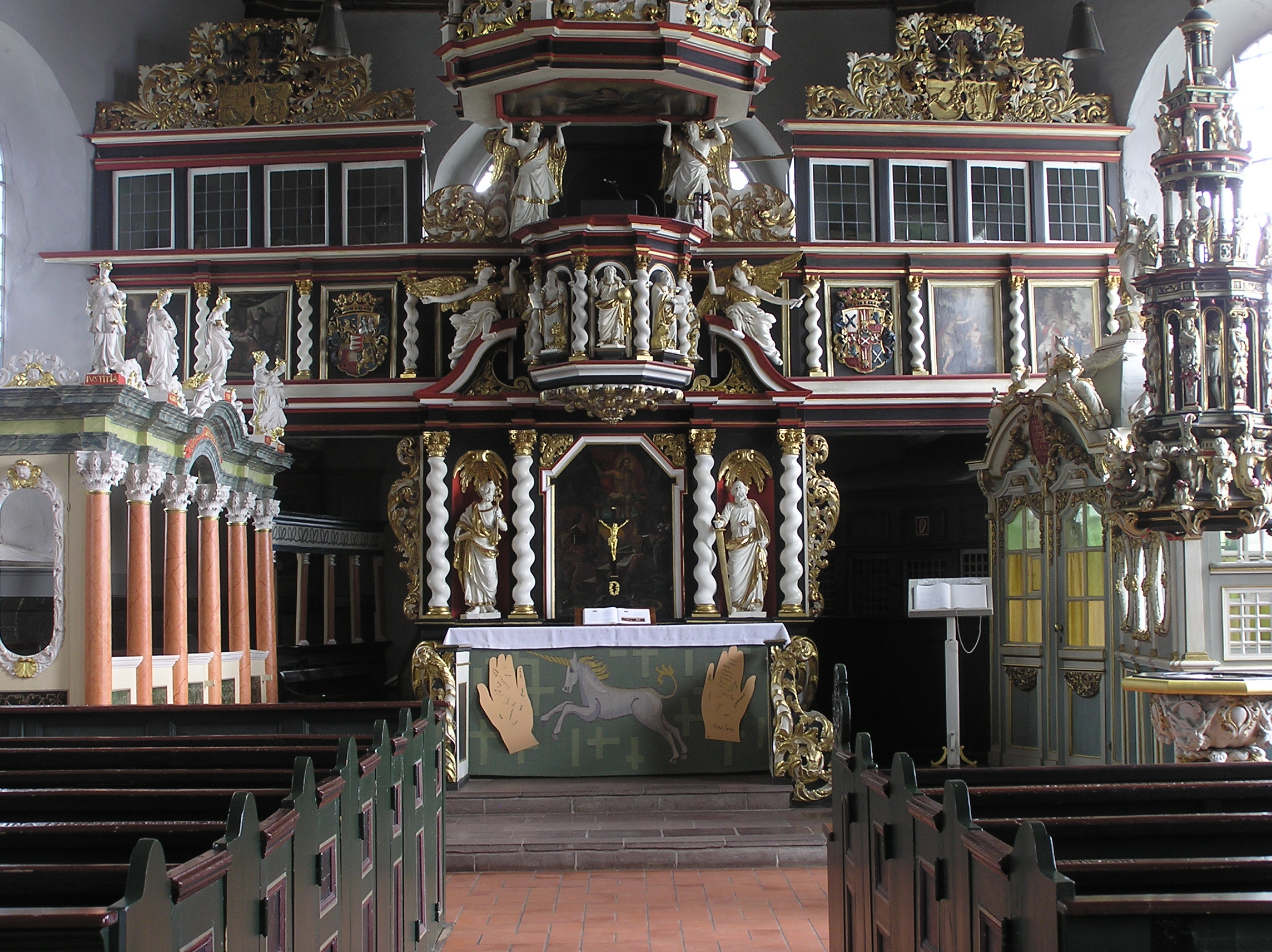
De barok van de Pancratiuskerk

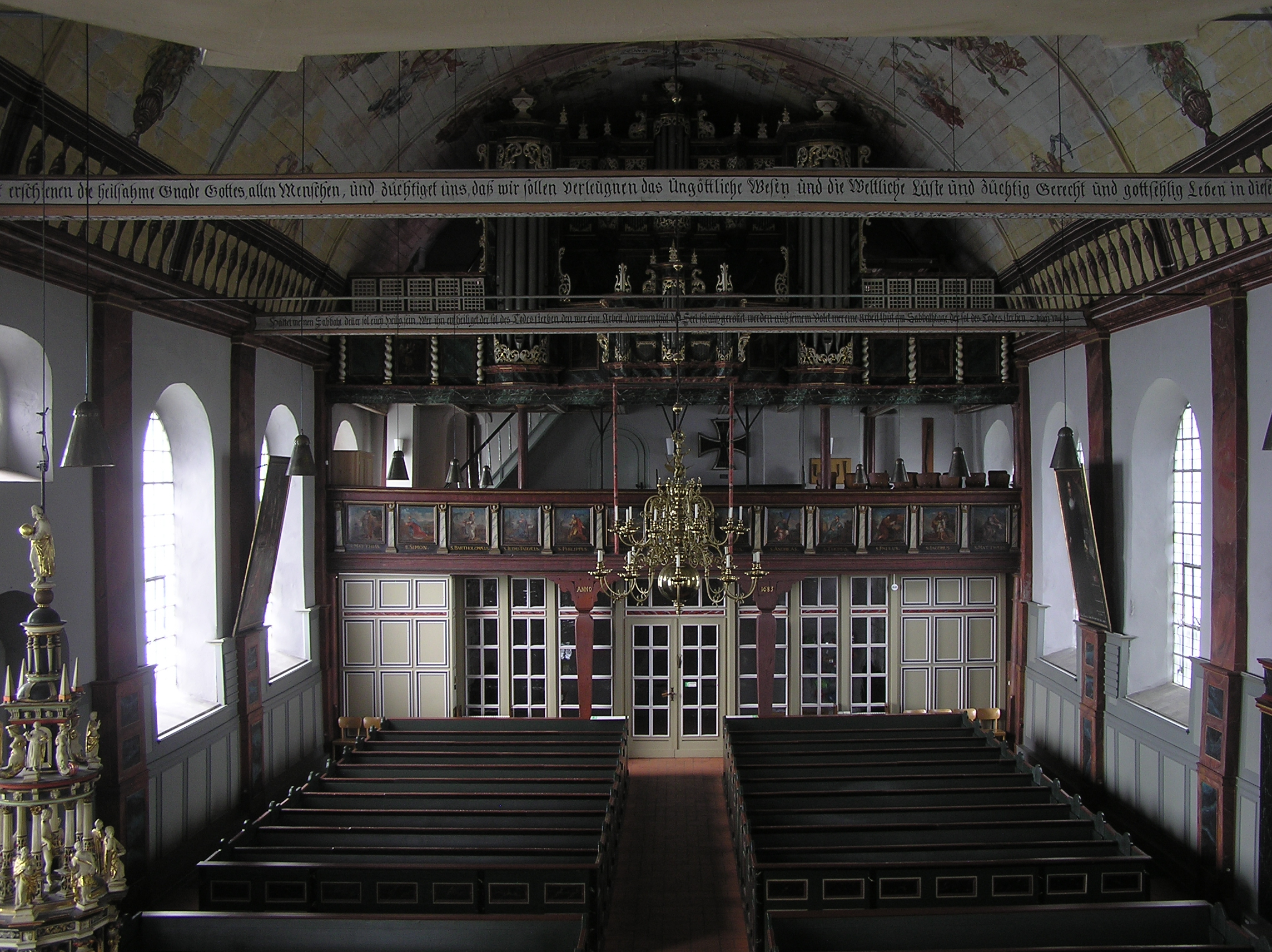
Interieur richting orgel

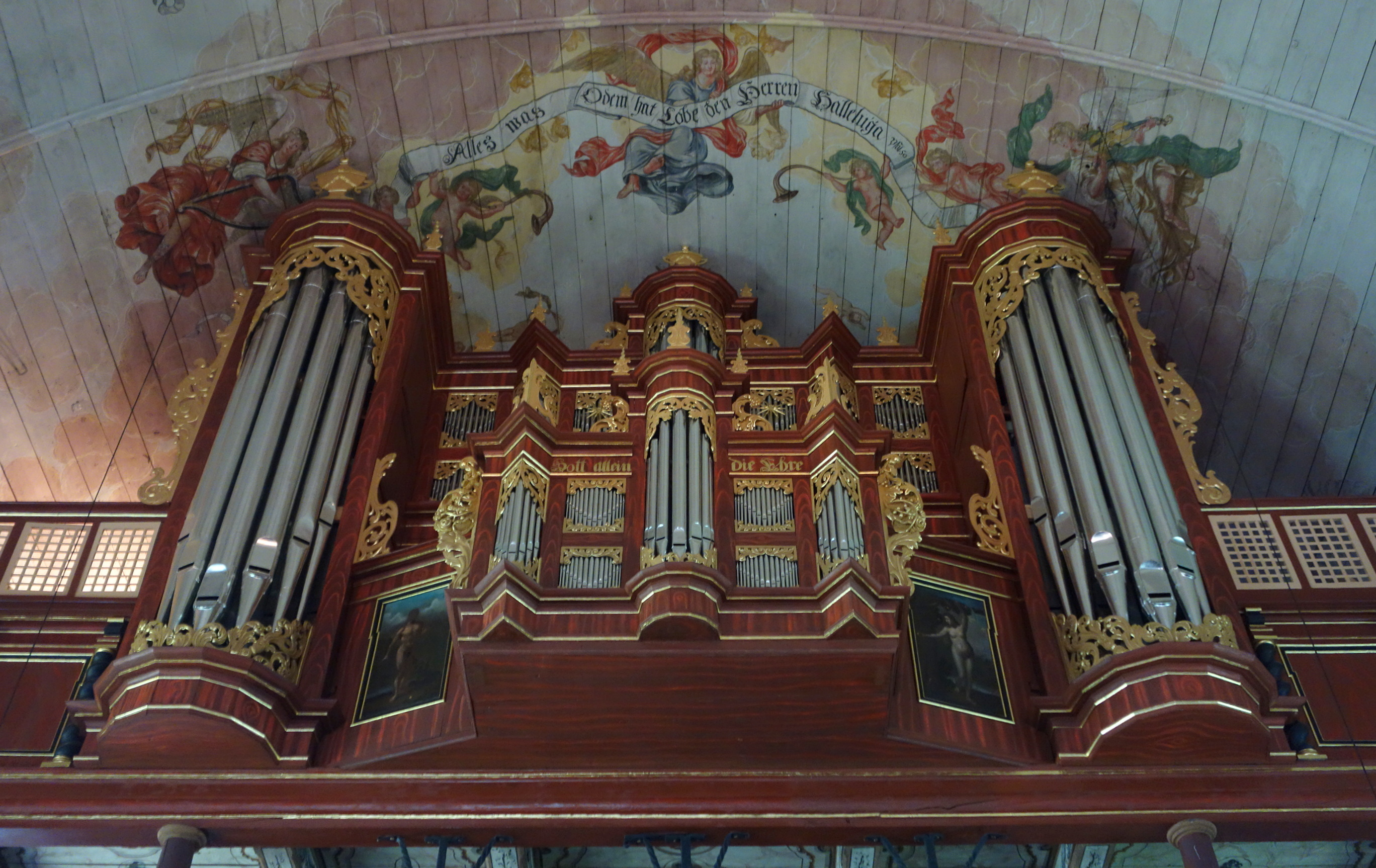
Orgel

Na het einde van de Dertigjarige Oorlog brak er in Neuenfelde een periode van voorspoed aan. De kleine kerk werd toen vervangen door een nieuw kerkgebouw. Er werd begonnen met de afbraak van de oude kerk om plaats voor de nieuwbouw te kunnen maken. De bouw stond onder leiding van Matthias Wedel uit Stade, die tegelijkertijd vier bouwondernemingen liet werken aan het nieuwe gebouw om zo de bouwtijd te kunnen verkorten. Terwijl de eerste steen van de nieuwbouw op 13 mei 1682 werd gelegd, vond de wijding van de kerk al op 3 december in hetzelfde jaar plaats. De toren van de oude kerk bleef echter staan, totdat een blikseminslag in 1786 de toren verwoestte. In 1841 werd aan de westelijke gevel de huidige toren aangebouwd. 

## Interieur

### Tongewelf
De beschildering van het veertien meter brede tongewelf van H. Berichau en H.Chr. Wördenhoff uit Hamburg stamt uit 1683. Te zien is een wolkenhemel met engelen die symbolen in linten met inschriften van Bijbelteksten of cartouches dragen. Boven het altaar bevindt zich een voorstelling van Christus, Die troont op een regenboog met de aarde onder Zijn voeten. Engelen blazen op bazuinen en rond Christus bevinden zich martelaars, profeten en apostelen. Vanuit het perspectief van de toeschouwer worden links geredde zielen naar de hemel gevoerd, terwijl aan de andere kant de duivel de verdoemden naar het hellevuur begeleidt. 

### Kanselaltaar
Het prachtvolle kanselaltaar neemt de gehele oostelijke muur in beslag. Het voorstel tot de bouw was afkomstig van de orgelbouwer Arp Schnitger, nadat de proost Johann Hinrich von Finckh geen geschikte kansel kon vinden. In het midden bevindt zich de kanselkuip, die rijk versierd is met beelden van Christus en de vier evangelisten. Links en rechts van de kuip bevinden zich wapens van graaf Otto Wilhelm von Königsmarck en zijn gemalin prinses Charlotte de la Garidie. De wapens zijn als dank voor de hulp bij de bouw aangebracht. 

### Galerij
In het westelijke deel van de kerk bevinden zich twee galerijen. Het onderste deel werd in 1682 gebouwd, samen met de schilderijen van Christus en de apostelen die de borstwering sieren. Het bovenste deel werd tegelijkertijd met de inbouw van het orgel van Arp Schnitger gebouwd. 

### Orgel
Het beroemdste werk in de kerk is het barokke orgel van Arp Schnitger. Schnitger kreeg de opdracht voor de bouw in 1683 en voltooide het orgel in 1688. Het orgel werd bijzonder hoog in de kerk opgesteld. Bij reparaties in de 18e en 19e eeuw werd het orgel aan de toen heersende mode aangepast, hetgeen ten koste ging van de klank van het barokke orgel. In 1911 werd geconcludeerd dat het orgel beter door een nieuw orgel kon worden vervangen. Geldgebrek voorkwam echter de uitvoer van de afbraak van het Schnitger-orgel. In de jaren 1920 groeide de waardering voor het orgel en er vond een restauratie in meerdere fases plaats. Het huidige instrument vervoegt over 34 registers, waarvan ongeveer de helft nog origineel is.  Een nieuwe restauratie staat in de planning en wordt vanaf 2015 door de orgelbouwer Wegschneider uitgevoerd.  

### Doopvont
Uit hetzelfde jaar als de beschildering van het tongewelf dateert het door drie putti gedragen doopvont. Het reliëf in de messing schaal stelt de zondeval voor, waarvan de gevolgen door de doop worden bevrijd. De hoge deksel van het doopvont stamt nog uit de oude kerk. Het is een kunstwerk uit de late renaissance uit circa 1620. Het vier verdiepingen tellende kunstwerk vormt een torenachtige architectuur. Aan de spits staat de opgestane Heer, die de wereld vasthoudt, daaronder op twee verschillende etages Zijn twaalf discipelen. De onderste rand wordt versierd door musicerende cherubijnen.

### Gestoelte
Al snel bleek na de bouw van de kerk dat er te weinig ruimte was voor de gelovigen. In de altaarruimte werden er daarom banken toegevoegd. In het noorden staat een bank van 1729 die door gewone gemeenteleden werd gebruikt. Het gestoelte wordt omgeven door een zuilenrij met op de erboven liggende balk beelden van zowel de kardinale deugden (Voorzichtigheid, Rechtschapenheid, Moed en Matigheid) als de christelijke deugden (Geloof, Hoop en Liefde hier aangevuld met Geduld). Tegenover deze bank staat een fraaie biechtstoel bekroond met een beeld dat de Rechtzinnigheid symboliseert. Minder opsmuk heeft het ervoor staande gestoelte voor de kerkmeester uit 1731, die ook nu nog als zodanig wordt gebruikt. 

#### Overig
Voorts bezit de kerk nog een portret van de proost Johann Hinrich von Finckh, meerdere loges uit de 17e en vroege 18e eeuw, messing kroonluchters, een grafzerk van een katholieke geestelijke uit 1503 en een romaans wijwaterbekken van graniet.   

## Afbeeldingen

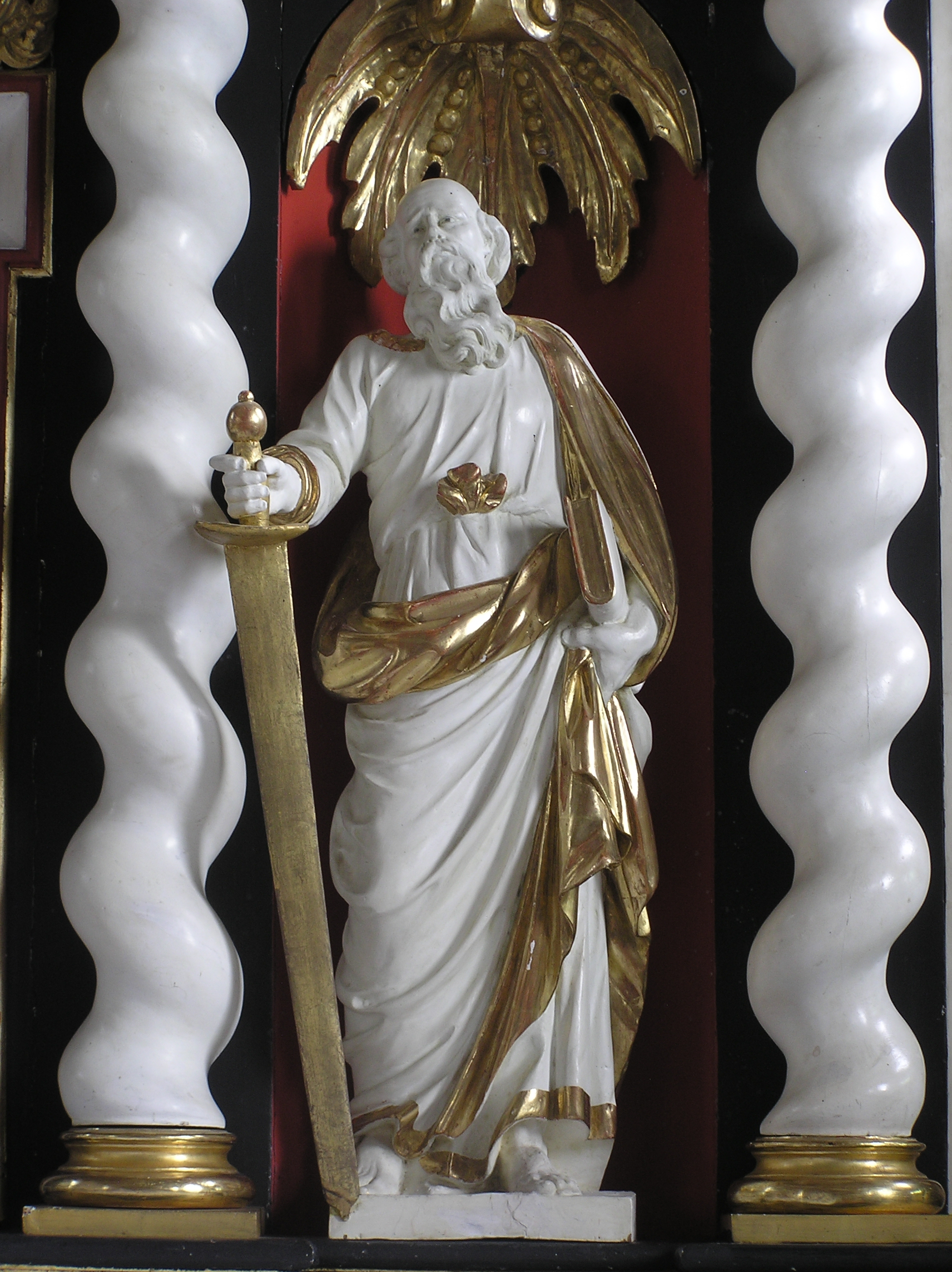
Detail kanselaltaar
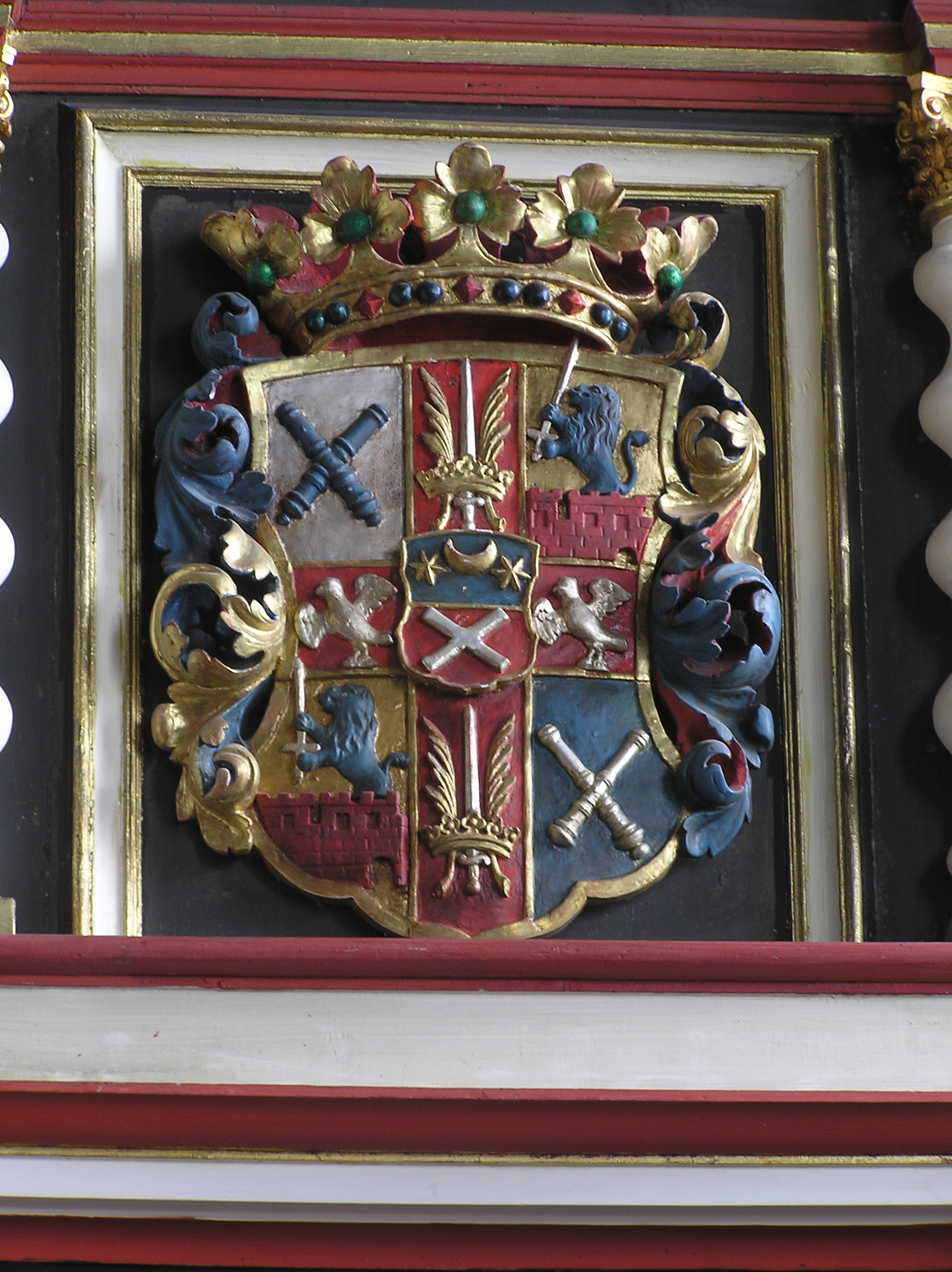
Wapen
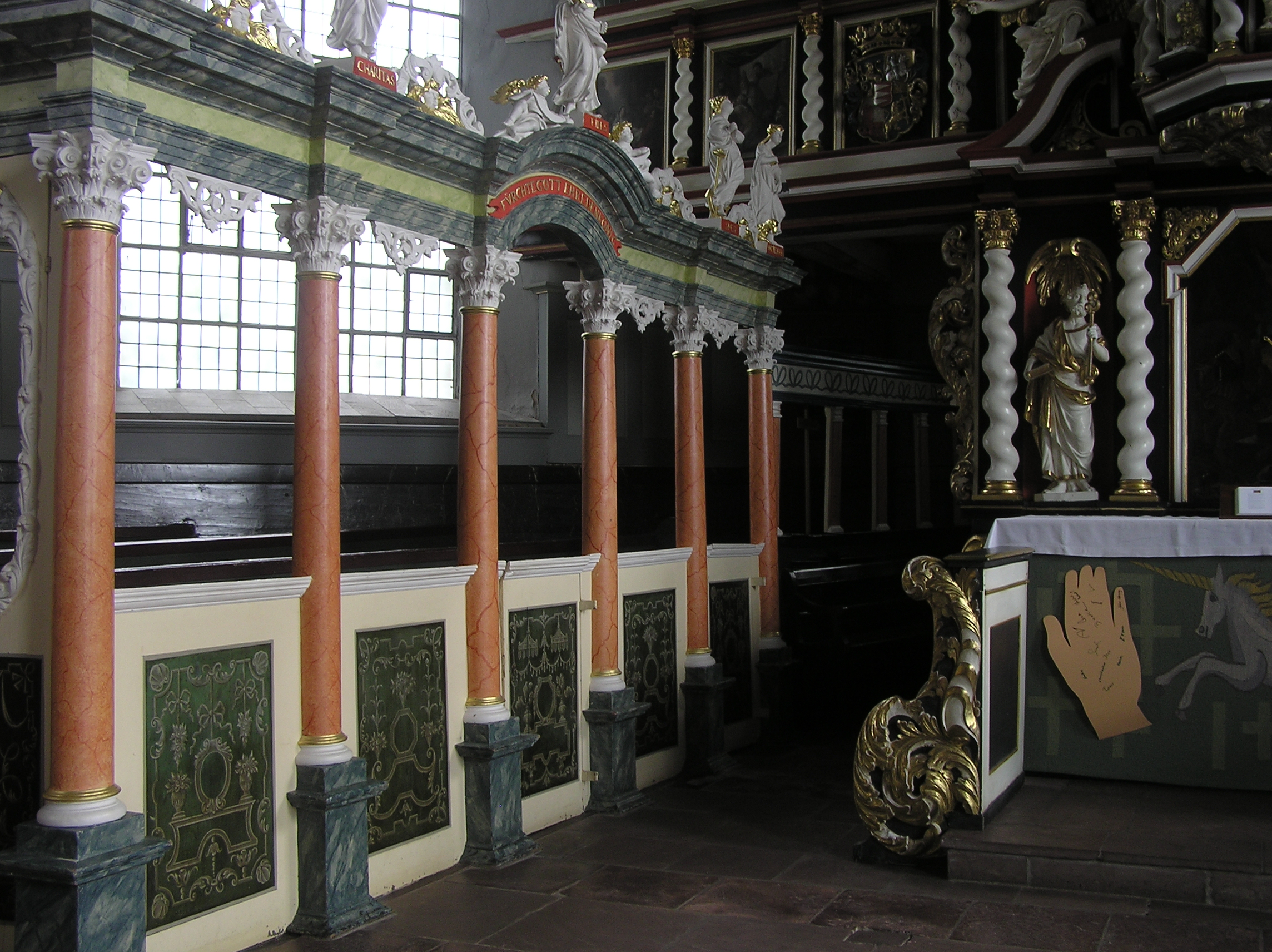
Bank in de altaarruimte
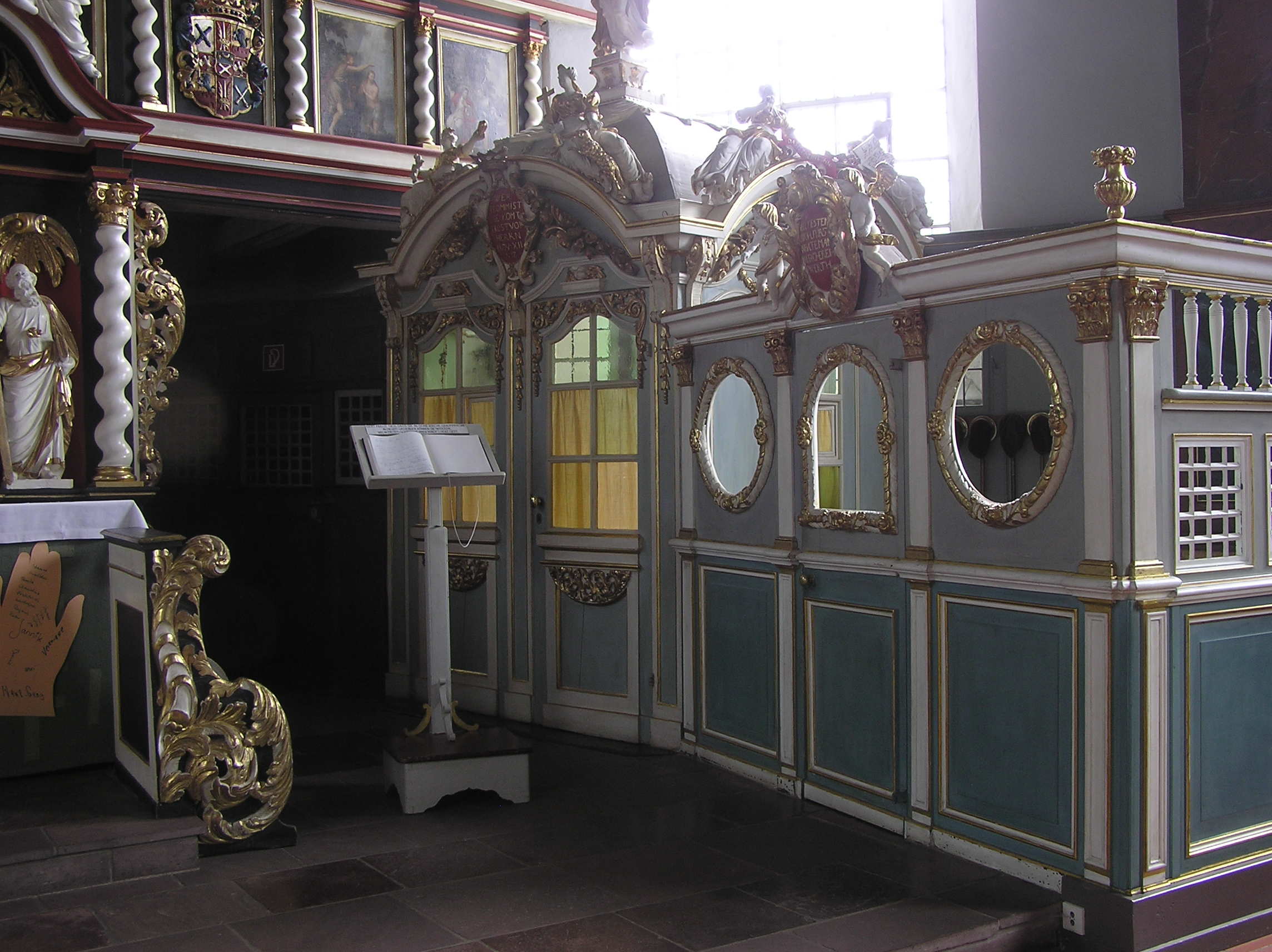
Biechtstoel en bank kerkopzichter
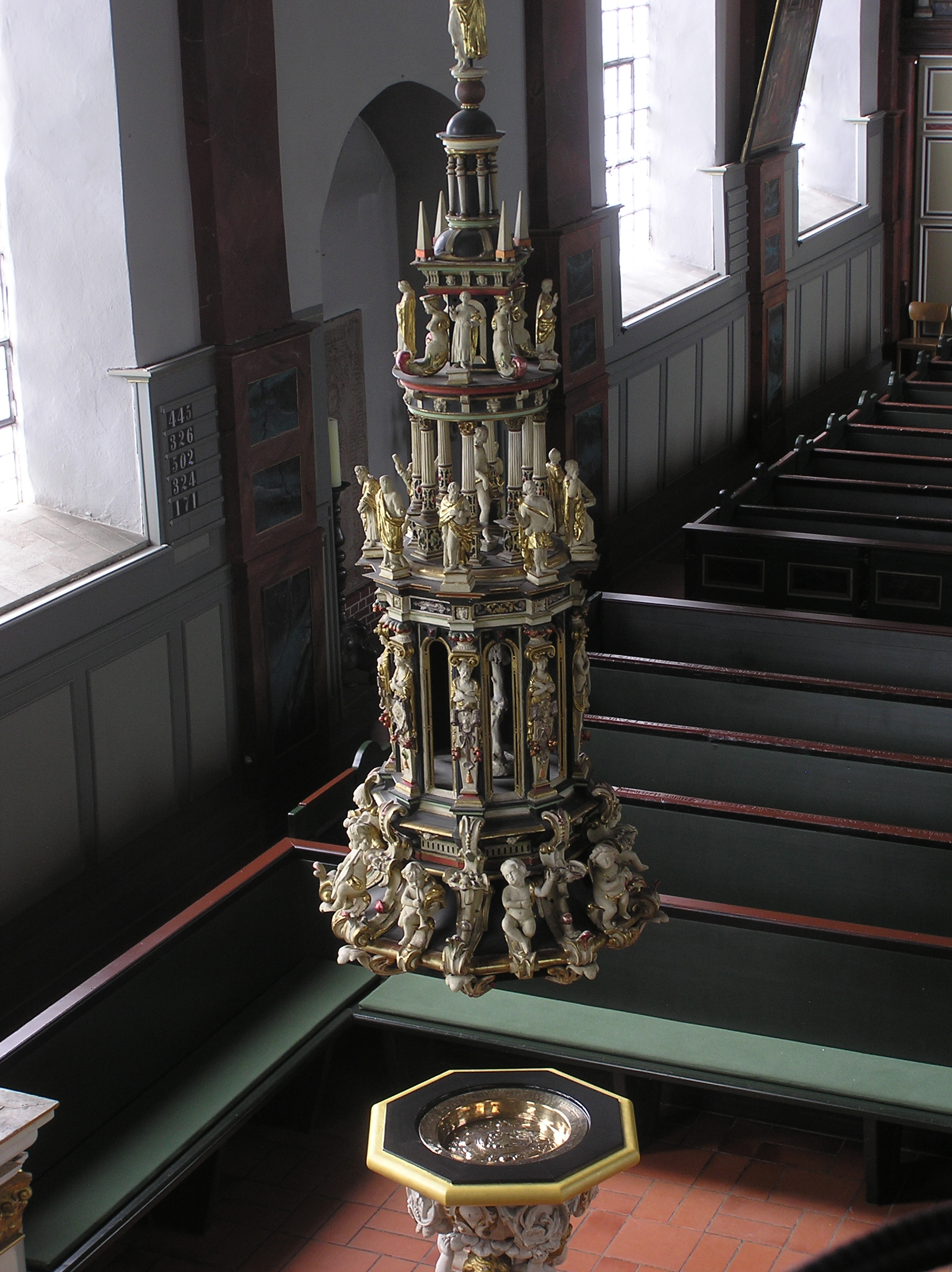
Doopvont